# Зоря, Николай Дмитриевич
Никола́й Дми́триевич Зо́ря (1907 год, Киев, Российская империя — 22 мая 1946 года, Нюрнберг, Американская зона оккупации) — заместитель Прокурора СССР, помощник главного обвинителя на Нюрнбергских процессах, государственный советник юстиции 3-го класса (1943). Погиб от пулевого ранения в голову вскоре после первой встречи главных обвинителей СССР, Великобритании и Франции (15 мая). После его смерти пост помощника главного обвинителя занял полковник юстиции Ю. В. Покровский.

## Биография
Мать умерла в 1921 году, отца не помнил. Некоторое время беспризорничал, потом стал воспитанником детдома в Москве. В 16 лет поступил в Московский университет, где его будущий начальник Андрей Вышинский был ректором. В 1923—1927 годах — студент юридического факультета.
Карьера проходила от следователя районных прокуратур в Пятигорске, Тамбове и Воронеже до заместителя главного прокурора железнодорожного транспорта. Дважды пытался начать заниматься научной работой в 1929 и 1933 годах, но каждый раз его отзывали по службе. Затем последовало назначение на должность заместителя прокурора СССР.
В 1939 году Зоря добросовестно выяснил, что в большинстве дел времён Большого террора приговоры выносились на основании сфабрикованных доказательств, особенно по делам о саботаже и вредительстве. Вызванный в ЦК ВКП(б), он услышал, что для работы в прокуратуре СССР не годится. В августе 1939 году во время частичной мобилизации вступил в ряды Красной армии рядовым. Участвовал в советско-финской войне, где стал помощником военного прокурора МВО. Затем последовало назначение на должность прокурора военного округа. В годы Великой Отечественной войны военный прокурор 44-й армии (1941-42 гг.), 1-й гвардейской армии (1942-43 гг.), затем советник по вопросу инвестиций в составе Советского Представительства в Польше.

### Участие в Нюрнбергском процессе
28 декабря 1945 года вылетел в Германию для участия в Нюрнбергских процессах. Представлял советское обвинение по разделам «Агрессия против СССР» и «Принудительный труд и насильственный угон в немецкое рабство», а также по «Катынскому делу». Среди достижений Зори на процессе американский обвинитель Роберт Джексон выделяет допрос им фельдмаршала Паулюса, в ходе которого Паулюс заявил, что единственной целью войны Германии на Восточном фронте был захват советской территории с целью её колонизации, разграбления и эксплуатации [населения и материальных ресурсов].
После допроса Паулюса и Бушенхагена Зоре предстояло допрашивать Эрнста фон Вайцзеккера о советско-германских связях. Перед тем, на допросе западными обвинителями, Вайцзеккер обнародовал сотрудничество нацистского и советского режимов, в частности, что в начальный период битвы за Атлантику (1939—1940), советской стороной немцам были предложены ряд военно-морских баз на севере, а также на Чёрном море для Кригсмарине, стоянки и ремонта немецких судов, обхода блокады, базирования там немецких подлодок, чтобы силы немецкого подводного флота могли укрываться там от преследования союзниками, ремонтироваться и дооснащаться для последующих рейдов, — среди прочего немцам были предложены ВМБ Полярное, ВМБ Западная Лица, и военная гавань Одесского порта, — специально для этих целей советская сторона достроила и дооснастила объекты. Однако, допросить Вайцзеккера Зоре не довелось, он погиб при невыясненных обстоятельствах за несколько дней до допроса.

## Смерть
23 мая 1946 года у себя гостиничном номере (Гюнтермюллерштрассе, 22) в Нюрнберге был найден мёртвым. Накануне Зоря просил непосредственного начальника — генерального прокурора Константина Горшенина — срочно организовать ему поездку в Москву для доклада Андрею Вышинскому о сомнениях, возникших у него при изучении катынских документов, так как с этими документами он выступать не может. На следующее утро Зорю нашли мёртвым. Горшенин сразу по телефону рапортовал в Москву, что его подчинённый Зоря застрелился. То же самое отрапортовал в Москву Роман Руденко. Среди советской делегации ходили слухи, будто Сталин сказал: «похоронить, как собаку!», — в частности, об этом в кулуарах говорил обнаруживший труп Лихачёв. Но на заседании МВТ иностранным сторонам была официально озвучена другая советская версия — неосторожность при чистке оружия; семье погибшего сообщили о самоубийстве. Произошедшее было квалифицировано советской стороной как «неосторожность при чистке оружия», поскольку это исключало доступ местных экспертно-криминалистических подразделений гражданских полицейских инстанций к осмотру места происшествия, — так как Зоря числился военнослужащим, достаточно было уведомления дежурного офицера военной комендатуры с американской стороны (поскольку Зоря «застрелился» на контролируемой американцами территории). Тем же утром, когда было обнаружено тело, гособвинитель с советской стороны Руденко лично явился в офис американской миссии и сообщил эту версию американскому прокурору Роберту Джексону и запросил у того санкцию на немедленное перемещение тела погибшего с места происшествия в советскую зону оккупации, в Лейпциг, минуя какие-либо медицинские экспертизы трупа. Джексон отправил двоих подчинённых на место происшествия, те возвратившись сообщили, что покойный «чистил оружие, направив его дулом себе между глаз» и что даже на первый взгляд картина происшедшего выглядела так, будто его застрелили в упор, стреляя в лоб.
В советскую версию никто из иностранных представителей не поверил, но официально опротестовывать её не стали, она была принята, Джексон распорядился беспрепятственно пропустить тело Зори в советскую зону оккупации. Неофициально выдвигались различные версии, переводчик Татьяна Ступникова в своих воспоминаниях (2003) предположила, что это было убийство или самоубийство (но не инцидент с чисткой оружия), но высказывать тогда свои предположения вслух членам советской делегации было «чревато последствиями». Ряд лиц из миссии государственных обвинителей с американской стороны заявили, что Зорю ликвидировало спецподразделение НКВД, его коллега с американской стороны (помощник главного обвинителя) Томас Додд предположил, что Зорю «убрало» НКВД из-за его чресчур доверительных контактов с американо-британскими юристами. По мнению исследовавшей этот инцидент Франсин Хирш, смерть Зори с высокой долей вероятности была операцией НКВД, но обычно для таких ситуаций приговорённые Сталиным жертвы отзывались обратно «в Москву», там им сообщали, что они арестованы, после чего отправляли в лубянские подвалы и расстреливали, а в случае с Зорей имела место срочная ликвидация, что говорит о том, что его немедленная смерть была очень важна для советских властей. Если же допускать версию его самоубийства, то по Хирш, эту гипотезу можно объяснить только тем, что Зоря мог понимать, что он приговорён Сталиным, и решил не дожидаться вызова «в Москву». Между тем, 23 и 24 мая, Д. М. Резниченко, советский военный прокурор в Лейпциге получил два звонка из секретариата Сталина, первый звонок — отправить тело в Москву, второй — похоронить тело в Лейпциге в безымянной могиле без проведения патологоанатомической экспертизы (в Москве решили сократить число причастных и потенциальных очевидцев произошедшего). 24 мая тело было доставлено из Нюрнберга в Лейпциг в сопровождении заместителя советского обвинителя Юрия Покровского, по сопроводительным документам Зоря числился как «рядовой» (то есть уже задним числом был лишён посмертно и своего воинского и специального звания, т. к. по рангу Зоре были положены похороны со всеми воинскими почестями, включающими почётный караул и траурный салют). Впоследствии, все упоминания и фото Зори были удалены из всех советских официальных документов и материалов, освещающих Нюрнбергский процесс, включая уже ранее опубликованные, имеющаяся информация о нём и последних днях его жизни известна, главным образом, из западных источников. В мемуарах советских обвинителей на Нюрнбергском процессе о смерти Зори сообщается без подробностей в короткой сноске в воспоминаниях сменившего его в должности помощника главного обвинителя Марка Рагинского, что Зоря «трагически погиб 23 мая (sic) 1946 года при чистке личного оружия», а в книге главы секретариата советской делегации Аркадия Полторака опубликовано коллективное фото, на котором присутствует Зоря с подписью «Помощник главного обвинителя от СССР Н. Д. Зоря» без упоминания о его гибели.
В то же время, по мнению бывшего сотрудника ФСБ России историка А. А. Здановича, «никаких свидетельств в подтверждение версии об убийстве Н. Д. Зори нет».
Похоронен в Лейпциге на Восточном кладбище.

## Семья
- Супруга (с 1926 года) — Александра Леонидовна Кудрина (сестра Григория Леонидовича Кудрина, командира партизанской бригады им. В.И. Чапаева),
- Сын — Юрий Николаевич Зоря, старший преподаватель Военно-дипломатической академии[6].